# Pathamadai
Pathamadai es una ciudad y nagar Panchayat situada en el distrito de Tirunelveli en el estado de Tamil Nadu (India). Su población es de 16625habitantes (2011).

## Demografía
Según el censo de 2011 la población de Pathamadai era de 16625 habitantes, de los cuales 8106 eran hombres y 8519 eran mujeres. Pathamadai tiene una tasa media de alfabetización del 86,23%, superior a la media estatal del 80,09%: la alfabetización masculina es del 92,25%, y la alfabetización femenina del 80,56%.